# Możliwość wyspy
Możliwość wyspy (fr. La possibilité d'une île) – francuski film obyczajowy z 2008 roku w reżyserii Michela Houellebecqa.
Zdjęcia kręcono w Hiszpanii: w Walencji, Benidorm, Minas de Riotinto, a także na terenie prowincji Almería i Jaén.

## Opis fabuły
Autorska ekranizacji własnej powieści Michela Houellebecqa „Możliwość wyspy”. Samozwańczy Prorok z synem Danielem i garstką wyznawców objeżdża Belgię z misją ukazania sposobów przezwyciężenia śmierci, lecz jego wystąpienia spotykają się z nikłym zainteresowaniem. Jego sytuacja zmienia się diametralnie, gdy odwołuje się do badań naukowych genetyka – profesora Miskiewicza (w tej roli Andrzej Seweryn) – polegających na uzyskaniu nieśmiertelności poprzez  klonowaniu na poczekaniu dorosłych osobników i przechowywaniu zapisu ich DNA w komputerowej pamięci do seryjnego ich odtwarzania. Daniel opuszcza ojca, lecz wraca, by zostać jego następcą. Po upływie tysięcy lat Daniel żyje w swej kolejnej replice na wyludnionej ziemi, przez którą przetoczyły się kataklizmy. Jego jedynym towarzyszem jest pies. W innej stronie świata przebywa sklonowana kobieta. Ich drogi być może kiedyś się przetną i na powrót odkryją pożądanie oraz seksualne zbliżenie jako sposób na kontynuowanie życia.

## Realizatorzy
- Reżyseria Michel Houellebecq
- Scenariusz Michel Houellebecq

## Obsada
- Benoît Magimel – Daniel
- Patrick Bauchau – prorok
- Andrzej Seweryn – profesor Slotan Miskiewicz
- Serge Larivière – Rudi
- Jean-Pierre Malo – Jérôme
- Jordi Dauder – Gérard
- Ramata Koite – Marie 23
- Conrad Cecil – duchowny
- Robbie Nock – przyjaciel duchownego
- Sandra Murugiah – indyjska gospodyni